# Bouclans
Bouclans es una comuna nueva francesa situada en el departamento de Doubs, de la región de Borgoña-Franco Condado.

## Historia
Fue creada el 1 de enero de 2018, en aplicación de una resolución del prefecto de Doubs de 21 de septiembre de 2017 con la unión de las comunas de Bouclans y Vauchamps, pasando a estar el ayuntamiento en la antigua comuna de Bouclans.

## Demografía
| Gráfica de evolución demográfica de Bouclans entre 1800 y 2015 |
|                                                                |

Los datos entre 1800 y 2015 son el resultado de sumar los parciales de las dos comunas que forman la nueva comuna de Bouclans, cuyos datos se han cogido de 1800 a 1999, para las comunas de Bouclans y Vauchamps de la página francesa EHESS/Cassini. Los demás datos se han cogido de la página del INSEE.

## Composición
| Comuna delegada | Código INSEE | Población (2014) | Superficie (km²) | Densidad (hab./km²) |
| --------------- | ------------ | ---------------- | ---------------- | ------------------- |
| Bouclans        | 25078        | 964              | 21.40            | 45                  |
| Vauchamps       | 25587        | 130              | 2.94             | 44                  |